# Camille Delabre
 (novembre 2015).
Si vous disposez d'ouvrages ou d'articles de référence ou si vous connaissez des sites web de qualité traitant du thème abordé ici, merci de compléter l'article en donnant les références utiles à sa vérifiabilité et en les liant à la section « Notes et références ».
Camille Louis Jules Delabre, né le 19 juillet 1906 à Courrières et mort le 1er octobre 2004 à Seclin, est un homme politique et résistant français.
Il a été instituteur, journaliste, maire de Courrières, député socialiste du Pas-de-Calais de 1954 à 1958, conseiller général, vice-président du district urbain de l'agglomération d'Hénin-Liétard-Carvin, Secrétaire de la fédération socialiste SFIO du Pas-de-Calais, Membre de la commission de la fédération départementale des élus socialistes du Pas-de-Calais, Vice-président de la section du Pas-de-Calais de l’UNADIF, vice-président du Syndicat intercommunal pour la réalisation de la rocade minière, secrétaire des jeunesses socialistes.

## Biographie
Son père, mineur, est tué durant la Première Guerre mondiale en 1916. Il sera élève-boursier à l'École primaire supérieure d'Arras et réussit le concours de l'École normale du Pas-de-Calais. Son adhésion à la S.F.I.O., à dix neuf ans, amène le jeune instituteur à des responsabilités locales dans les jeunesses socialistes où il rencontre Guy Mollet : trésorier en 1927, secrétaire des jeunesses socialistes en 1935, il devient en 1936 le secrétaire-adjoint de la fédération départementale de la S.F.I.O. et son trésorier en 1939. Il appartient aussi au Conseil national des syndicats d'instituteurs.
Dès 1940 il entre dans la Résistance. Membre du Comité d'action socialiste, il se charge de la diffusion des tracts et des journaux ce qui finira par amener son arrestation par la police française le 13 juillet 1943. Incarcéré à Loos-lès-Lille il est ensuite livré aux Allemands qui le déportent en Allemagne. En 1945 il est libéré du camp de Dora après une douloureuse expérience qui l'a profondément marqué. Cette activité de Résistance lui vaut la Croix de guerre avec palmes, la Rosette de la Résistance. Ses camarades le porteront à la Vice-Présidence de la Fédération du Pas-de-Calais de l'Union des anciens déportés et internés français[réf. nécessaire].
Secrétaire de la fédération socialiste, chargé de l'hebdomadaire L'Espoir du Pas-de-Calais, il est élu maire de Courrières en 1945 et conseiller général du canton de Carvin (1949-1955). Bien que membre du comité directeur de la S.F.I.O. en 1945, il ne semble pas exercer dans le département du Pas-de-Calais, dominé à gauche par la personnalité de Guy Mollet, la place à laquelle ses titres de Résistance auraient pu le conduire. Il n'est, en effet, qu'en quatrième puis cinquième position sur la liste S.F.I.O. pour les élections législatives de 1946 et de 1951. Face à un Parti communiste puissant - quatre députés avec 36,4 % des voix en 1951 - la liste S.F.I.O. de Guy Mollet qui recule dans le bassin minier au profit du P.C. a trois députés avec 25,5 % des voix en 1951[réf. nécessaire].
Le décès du député communiste René Camphin déclenche une élection partielle qui se tient les 2 et 16 mai 1954. Camille Delabre, candidat de la S.F.I.O., arrivé en seconde position (27,3 % des voix) derrière le communiste Gaston Coquel (36,4 % des voix) est élu au second tour avec 52,5 % des voix pour 40,4 % des voix à son adversaire communiste. Il a reçu un large appoint de voix modérées dû à sa réputation de ferme anticommuniste depuis cette époque de novembre 1945 où il dénonçait les tentatives de noyautage de la S.F.I.O. par le Parti communiste.
L'ancien déporté, membre de la Commission des pensions, affirme sa solidarité avec toutes les victimes de la guerre en demandant une extension du nombre des bénéficiaires des appareillages étrangers et l'amélioration des droits des veuves de guerre. Il signale les difficultés d'application de la loi sur les soins gratuits en raison des retards apportés au règlement des honoraires des médecins. Présentant le 5 mai 1955 un rapport sur une proposition de modification du statut des déportés et internés de la Résistance, il souhaite que le temps de la détention et de la déportation soit compté comme service militaire actif dans une unité combattante. Favorable à la C.E.D., il vote contre la question préalable opposée à la ratification du traité par le général Aumeran et Édouard Herriot (30 août 1954)[réf. nécessaire].
En 1956 le Front républicain attaque vivement les communistes et la majorité Faure-Bidault-Pinay qualifiée de « syndicat des faillis ». Au M.R.P. est reproché d'avoir « trahi » par cléricalisme une vocation sociale initiale. Le programme de laïcité, de bien-être social et de politique de conciliation en Algérie remporte un éclatant succès dans le Pas-de-Calais. La liste S.F.I.O. passe, en effet, entre 1951 et 1956 de 25,5 % des voix à 32,9 % des voix. La répartition des sièges a lieu à la proportionnelle : le Parti communiste retrouve ses quatre députés, le M.R.P., stable, son unique député et la S.F.I.O. a trois élus tandis que Jean Lefranc, ancien député R.P.F. qui a pris l'étiquette des indépendants, est réélu sans recueillir autant de voix qu'en 1951. Camille Delabre qui figurait en troisième position sur la liste S.F.I.O. est réélu. Il siège toujours à la Commission des pensions et entre aussi dans la Commission des immunités parlementaires.
Il sera à l'origine de nombreuses propositions de loi sur les statuts des déportés et internés de la Résistance, l'allocation pour tierce personne au profit des aveugles de la Résistance et sur la revalorisation de la retraite du combattant.Il presse le gouvernement de revaloriser l'indemnité de funérailles - versée aux familles des morts pour la France - dont la modicité contraint les municipalités à suppléer l'État.
En 1956, il intervient pour demander une revalorisation retraites et prestations sociales des mineurs. Il présente un rapport le 30 octobre 1956 sur le droit au logement des mineurs célibataires et des veuves de mineurs. Il participe en 1957 à l'élaboration de la loi sur le travail à domicile[réf. nécessaire].
Camille Delabre vote pour le traité créant la C.E.E le 9 juillet 1957. Il approuve la loi-cadre en Algérie le 31 janvier 1958. Il vote pour le projet de révision de la Constitution le 27 mai 1958. Il apporte sa confiance au général de Gaulle le 1er juin 1958 et il approuve les pleins pouvoirs et la révision constitutionnelle le 2 juin 1958.

## Décorations
- Croix de guerre avec palmes
- la Rosette de la Résistance
- Nommé dans l'ordre de la Légion d'honneur